# Rhytiphora devota
Rhytiphora devota là một loài bọ cánh cứng trong họ Cerambycidae.